# Петер Шулце (журналист)
Петер Шулце (на немски: Peter Schulze, род. 1947 г.) е немски продуцент и музикален журналист.
През 1968 г. започва да учи тонрежисура и композиция в Берлин. Две години по-късно се установява като джаз и поп редактор и продуцент в Радио Бремен.
Известно време е музикален директор на Радио Бремен 2.
Между 2003 и 2007 е артистичен директор на Берлинския джазфест. От 2005-а до 2010-а е член на Европейската джаз мрежа, консорциум на европейски джаз промоутъри. През 2005 г. е назначен като артистичен съветник на фестивала „Jazzahead“. През 2002 година, като учредителен председател на „Vereins Freunde des Sendesaales“, той застава против събарянето на значителни исторически и акустични зали.
Заедно с Клаус Кунке и Манфред Милер (негови колеги от бременското радио) основава Музикална библиотека за популярна музика „Клаус Кунке“.